# Konrad Geppert
Konrad Geppert (1859–1908) byl 6. německým náčelníkem ostrova Nauru a zastupujícím říšským komisařem na Marshallových ostrovech.
Konrad Geppert se narodil v roce 1859. V roce 1903 byl zastupujícím říšským komisařem na Marshallových ostrovech (po dobu nepřítomnosti Eugena Brandeise). Náčelníkem ostrova Nauru pod německou koloniální správou se stal 1. dubna 1906, kdy převzal úřad od Ludwiga Kaisera. Konrad Geppert zemřel v úřadě v roce 1908, přičemž jeho nástupcem se stal Joseph Siegwanz.